# Тимонино (Раменский район)
Тимо́нино — деревня в Раменском муниципальном районе Московской области. Входит в состав сельского поселения Софьинское. Население — 749 человек (2010).

## Название
В XVI веке упоминается как пустошь, что была деревня Тимонино. Название связано с Тимоня, разговорной формой календарного личного имени Тимон или Тимофей.

## География
Деревня Тимонино расположена в западной части Раменского района, примерно в 9 км к юго-западу от города Раменское. Высота над уровнем моря 134 м. В 0,5 км к востоку от деревни протекает река Москва. К деревне приписано СНТ — РАН Раменский. Ближайший населённый пункт — село Кривцы.

## История
В 1926 году деревня являлась центром Тимонинского сельсовета Велинской волости Бронницкого уезда Московской губернии.
С 1929 года — населённый пункт в составе Раменского района Московского округа Московской области.
До муниципальной реформы 2006 года деревня входила в состав Тимонинского сельского округа Раменского района.

## Образование
В деревне действуют два отделения дошкольного образования :
- Детский сад №12
- Детский сад + начальная школа №43 [9]

## Культура и досуг
- Тимонинский сельский дом культуры[10]
- Тимонинская сельская библиотека. Насчитывается 300 читателей. Это жители Тимонино и близлежащих деревень: Кривцы, Холуденево, В. Велино, Софиьно. Фонд библиотеки - 6000 экз. документов. В библиотеке проводятся различные мероприятия: мастер - классы, беседы, встречи с интересными людьми. Проекты: "Православная страничка" (беседа о православии), "Встреча с интересным человеком" (он - лайн беседы с интересными людьми), "Сказки на бумаге" (громкое чтение и тематические поделки из бумаги). Группа "ВКонтакте" https://vk.com/club187081046 , библиотекарь Фролова Мария Викторовна

## Население
| 1926 | 2002 | 2010 |
| ---- | ---- | ---- |
| 293  | ↗727 | ↗749 |

В 1926 году в деревне проживало 293 человека (133 мужчины, 160 женщин), насчитывалось 68 хозяйств, из которых 64 было крестьянских. По переписи 2002 года — 727 человек (336 мужчин, 391 женщина).

## Известные уроженцы села
- Казинова, Татьяна Фёдоровна (1914—1984) — доярка колхоза «Пламя», Герой Социалистического Труда.
- Пузанчиков, Николай Иванович (1891—1973) — советский хозяйственный, государственный и политический деятель, Герой Социалистического Труда.